# La Côte-Saint-André
La Côte-Saint-André é uma comuna francesa na região administrativa de Auvérnia-Ródano-Alpes, no departamento de Isère. Estende-se por uma área de 27,93 km². Em 2010 a comuna tinha 5 101 habitantes (densidade: 182,6 hab./km²).